# Ludwigsschwaige
Ludwigsschwaige ist eine Einöde in der Gemarkung Pfaffenhofen an der Zusam der Gemeinde Buttenwiesen im schwäbischen Landkreis Dillingen an der Donau. Der Hof liegt im Norden der Gemarkung von Pfaffenhofen.

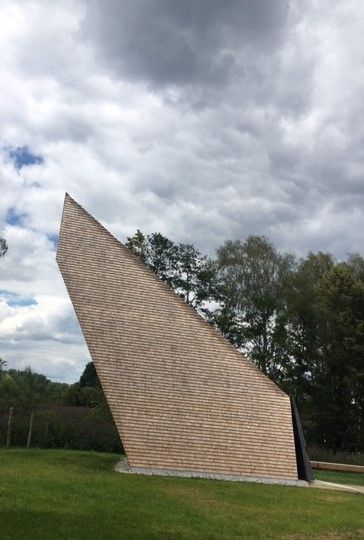
Eine der Sieben Kapellen der Denzel-Stiftung. Das Werk des Architekten Alen Jasarevic hat die Form von betenden Händen.

## Geschichte
Die Schwaigen waren ursprünglich rein milchwirtschaftliche Höfe zur Käseherstellung. Die Ludwigsschwaige kam 1738 an das Damenstift St. Stephan in Augsburg und wurde 1802/03 mit dem Stift säkularisiert.
Eine benachbarte Schwaige war die Andreas-Häusler-Schwaige, benannt nach einem ihrer Vorbesitzer (Eigentümer von 1598 bis um 1640), die 1685 bei einem Donau-Hochwasser zerstört wurde. Die Grundstücke dieser Schwaige wurden nach 1640 der Ludwigsschwaige zugeschlagen.
Zur Volkszählung am 25. Mai 1987 hatte die Einöde 5 Einwohner.

## Religion
Kirchlich gehört die Ludwigsschwaige zur katholischen Pfarrei Mariä Himmelfahrt in Donaumünster.

## Töchter des Ortes
- Maria Olszewska (1892–1969), international berühmte Sängerin